# Cladonia testaceopallens
Cladonia testaceopallens är en lavart som beskrevs av Vain. Cladonia testaceopallens ingår i släktet Cladonia och familjen Cladoniaceae.   Inga underarter finns listade i Catalogue of Life.